# Arlo Eisenberg
Arlo Eisenberg (* 7. September 1973 in Dallas, Texas) ist ein US-amerikanischer Inline-Skater und Unternehmer.

## Erfolge
1993 gründete Eisenberg zusammen mit Brooke Howard-Smith, Brian Konoske, Aaron Spohn und Mark Groenhuyzen das Inlineskate-Unternehmen Senate. 1996 gewann Eisenberg den Street-Wettbewerb bei den X-Games. Ein Jahr später gründete er darauf einen Skatepark in Plano. Die Indoor-Skate-Anlage war bis zu ihrer Schließung im Jahr 2012 ein zentraler Knotenpunkt für Actionsportarten. Im selben Jahr wurde Eisenberg  vom People Magazine und der Newsweek in die Liste als einer von 100 Amerikanern für das nächste Jahrhundert aufgenommen.
Nachdem Eisenberg im Jahr 2000 Senate verlassen hatte, arbeitete er als Gründungsmitglied ab 2002 für das Modeunternehmen Franco Shade in führender Position.
Durch sein Interesse an Illustration und Grafikdesign hat er mit Skate-Firmen wie Salomon, Mindgame und USD zusammengearbeitet und war 2007 als leitender Grafikdesigner für Paul Frank Industries tätig.

## Filmografie
- It’s All Good: Aggressive Inline Skating (1999)[3]
- Barely Dead: The Saga of Modern Rollerblading (2008)[4]